# Gina Torres
Gina Torres (New York, 25 april 1969) is een Amerikaanse televisie- en filmactrice. Ze werd in 2004 genomineerd voor een Golden Satellite Award voor haar rol als Jasmine in de televisieserie Angel.

## Biografie

### Jeugd
Torres is geboren in het Flower Fifth Avenue Hospital in Manhattan, als de jongste van drie kinderen. Haar familie woonde in Washington Heights, voordat ze naar The Bronx verhuisden. Haar ouders zijn beiden van Afro-Cubaanse afkomst. Torres begon jong met zingen en bezocht de Fiorello H. LaGuardia High School of Music & Art and Performing Arts in New York. Ze schreef zich in voor verschillende scholen, werd ook aangenomen, maar kon de studie niet betalen. Torres koos er daarom voor om een opleiding te laten schieten en zich te richten op optreden.
Torres is een mezzosopraan, die ook opera en jazz zingt en deel uitmaakte van een gospelkoor.

### Carrière
In 2001 won ze de ALMA Award voor 'Beste Hoofdrol in een Dramaserie' voor haar rol in Cleopatra 2525. In 2004 werd ze genomineerd voor de Golden Satellite Award voor Beste Bijrol in een Dramaserie door de International Press Academy voor haar rol als Jasmine in Angel. Ze speelde ook enkele keren in films, waaronder The Matrix Reloaded en The Matrix Revolutions.
In 2004 verscheen Torres in verschillende afleveringen van het derde seizoen van de serie 24, als Julia Milliken, een vrouw die een affaire had met de stafchef van het Witte Huis en verwikkeld raakt in een presidentieel schandaal.
Vanaf 2006 speelt de actrice de rol van Cheryl Carrera in de dramaserie Standoff op FOX. Haar karakter is Coördinerend Speciaal Agent voor de crisisonderhandelingseenheid van de FBI in Los Angeles. Haar recentste rol is die van de echtgenote van Chris Rock in de film I Think I Love My Wife.
Van 2011 tot en met 2018 is Gina Torres te zien in de serie Suits. Daar speelt ze de rol van Jessica Pearson, de Managing Partner van het New Yorkse advocatenbureau Pearson Hardman. De serie stopte uiteindelijk in 2019 maar zij verliet de serie in seizoen 7.

### Persoonlijk
Ze ontmoette Laurence Fishburne op de filmset van The Matrix. Torres en Fishburne werden verloofd in 2001 en trouwden in september 2002 in het The Cloisters-museum in New York.  Op 20 september 2017 werd bekendgemaakt dat zij al ruim een jaar apart leefden. Uiteindelijk scheidden zij op 11 mei 2018.

## Filmografie
- Revenge (2015) - televisieserie
- Suits (2011- 2018) - televisieserie
- The Vampire Diaries (2010) - televisieserie
- Don't Let Me Drown (2009)
- Gossip Girl (televisieserie) (2009) - televisieserie
- South of Pico (2007)
- I Think I Love My Wife (2007)
- Standoff (2006-07) - televisieserie
- Five Fingers (2006)
- Without a Trace (2006) - televisieserie
- Jam (2006)
- The Shield (2006) - televisieserie
- Serenity (2005)
- Fair Game (2005)
- Soccer Moms (2005)
- Justice League (2004-2006) - animatieserie
- Hair Show (2004)
- 24 (2004) - televisieserie
- CSI: Crime Scene Investigation (2004) - televisieserie
- Gramercy Park (2004)
- The Matrix Revolutions (2003)
- The Guardian (2003) - televisieserie
- The Law and Mr. Lee (2003)
- The Matrix Reloaded (2003)
- Angel (2003-2004) - televisieserie
- The Agency (2003) - televisieserie
- Firefly (2002-2003) - televisieserie
- Alias (2001-2006) - televisieserie
- Any Day Now (2001-2002) - televisieserie
- Cleopatra 2525 (2000-2001) - televisieserie
- Encore! Encore! (1998) - televisieserie
- Nikita (1998) - televisieserie
- Xena: Warrior Princess (1997) - televisieserie
- The Gregory Hines Show (1997) - televisieserie
- Profiler (1997) - televisieserie
- The Underworld (1997)
- The Substance of Fire (1996)
- Dark Angel (1996)
- Bed of Roses (1996)
- One Life to Live (1995-1996) - televisieserie
- NYPD Blue (1995) - televisieserie
- M.A.N.T.I.S. (1994)
- Law & Order (1992-1995) - televisieserie